# Nipaecoccus maireanae
Nipaecoccus maireanae är en insektsart som beskrevs av Williams 1985. Nipaecoccus maireanae ingår i släktet Nipaecoccus och familjen ullsköldlöss. Inga underarter finns listade i Catalogue of Life.